# Stanwick
Stanwick – wieś w Anglii, w hrabstwie Northamptonshire, w dystrykcie (unitary authority) North Northamptonshire. Leży 25 km na północny wschód od miasta Northampton i 96 km na północ od Londynu. Miejscowość liczy 1924 mieszkańców.